# Тестування вебдоступності
Тестування вебдоступності (Web-Accessibility testing) — це підмножина тестування доступності, що спрямована на можливість користування Інтернетом людям з обмеженими можливостями. Кінцева метою є зручність і доступність вебресурсу, та забезпечення легкості користування вебсайтом.

## Опис
Для уникнення дискримінації людей з інвалідністю уряд та інші організації намагаються дотримуватися різних вебстандартів доступності, таких як розділ вебконсорціуму W3C Content Accessibility Guidelines (WCAG).
Для досягнення ефективної вебдоступності необхідно дотримуватись деяких стандартів:
- задоволення потреб людей з всіма видами обмежених можливостей;
- збалансувати потреби людей з різними обмеженими можливостями;
- використовувати доступну мову;
- не забувати про можливість використання доступності «злочинцями»;

Важливо врахувати, на яке суспільство розрахований вебресурс і враховувати на такі можливі види обмежених можливостей людей: порушення зору, дальтонізм, сліпота, глухота, тугість на вухо, епілепсія, дислексії. Наприклад: додавайте відео тільки з субтитрами, якщо ви розраховуєте на глухонімих користувачів.

## Хто буде тестувати проєкт?
Існують в основному дві групи, які проводять тестування: експертів і користувачів.

### Експертне тестування (Expert testing)
Експерти важливі тому, що вони мають знання про методи компенсування обмежень від інвалідності.
Тестування експертом розділяється на 4 стадії:
- Інструментально-керована оцінка — експерт шукає проблеми доступності та оцінює їх пріоритети за допомогою інструменту;
- Скринінг — Експерт використовує сайт, як звичайний користувач. Насправді помилка доступності може бути ще на стадії завантаження сторінки.
- Обстеження інструментом — експерт оцінює взаємодію між елементами сайт за допомогою інструмента.
- Перевірка коду: де експерт переглядає код сайту для знаходження проблем доступності.
- Інструмент доступності вебсайту.

### Користувацьке тестування (User testing)
Жоден метод тестуваня експерта не замінить безпосередньої користувацької спроби вебресурсу.
Важливим фактором є те, що експерт зазвичай має досвід в користуванні веб ресурсами, і може не врахувати, що користувач не знає, як застосовувати один із елементів сторінки.

## Законодавство про веб-доступність
Через зростання використання Інтернету та його зростаючу важливість у повсякденному житті, країни по всьому світу вирішують питання доступу до цифрових технологій за допомогою законодавства. Один із підходів полягає в тому, щоб захистити доступ до веб-сайтів для людей з інвалідністю, використовуючи чинне законодавство про права людини або громадянські права. Деякі країни, як-от США, захищають доступ для людей з інвалідністю через процес закупівлі технологій. Для країн є звичайною практикою підтримувати та приймати Настанови з доступності веб-контенту (WCAG) 2.0, посилаючись на них у своєму законодавстві. Дотримання настанов з доступності веб-контенту є законодавчою вимогою насамперед у Північній Америці, Європі, деяких частинах Південної Америки та Азії.

### Україна
Доступність у вебпросторі України регламентована:
- ДСТУ EN 301 549:2022 «Інформаційні технології. Вимоги щодо доступності продуктів та послуг ІКТ»[4][5]

## Доступні веб-додатки та WAI-ARIA
Для того, щоб веб-сторінка була доступною, вся важлива семантика про функціональність сторінки повинна бути доступною, щоб допоміжні технології могли розуміти і обробляти вміст та адаптувати його для користувача. Однак, оскільки контент стає дедалі складнішим, стандартні теги та атрибути HTML стають недостатніми для надійного забезпечення семантики. Сучасні веб-додатки часто застосовують скрипти до елементів, щоб контролювати їхню функціональність і дати їм змогу діяти, як елементи керування або інші динамічні компоненти. Ці користувацькі компоненти або віджети не надають можливості передавати семантичну інформацію користувацькому агенту. WAI-ARIA (Accessible Rich Internet Applications) - це специфікація, опублікована Консорціумом Всесвітньої павутини, яка визначає, як підвищити доступність динамічного контенту та компонентів користувацького інтерфейсу, розроблених за допомогою Ajax, HTML, JavaScript та суміжних технологій. ARIA забезпечує доступність, дозволяючи автору надавати всю семантику для повного опису підтримуваної поведінки. Вона також дозволяє кожному елементу розкривати свої поточні стани і властивості, а також взаємозв'язки між іншими елементами. Проблеми доступності з фокусом та індексом вкладок також виправлено.